# Fabio Scherer

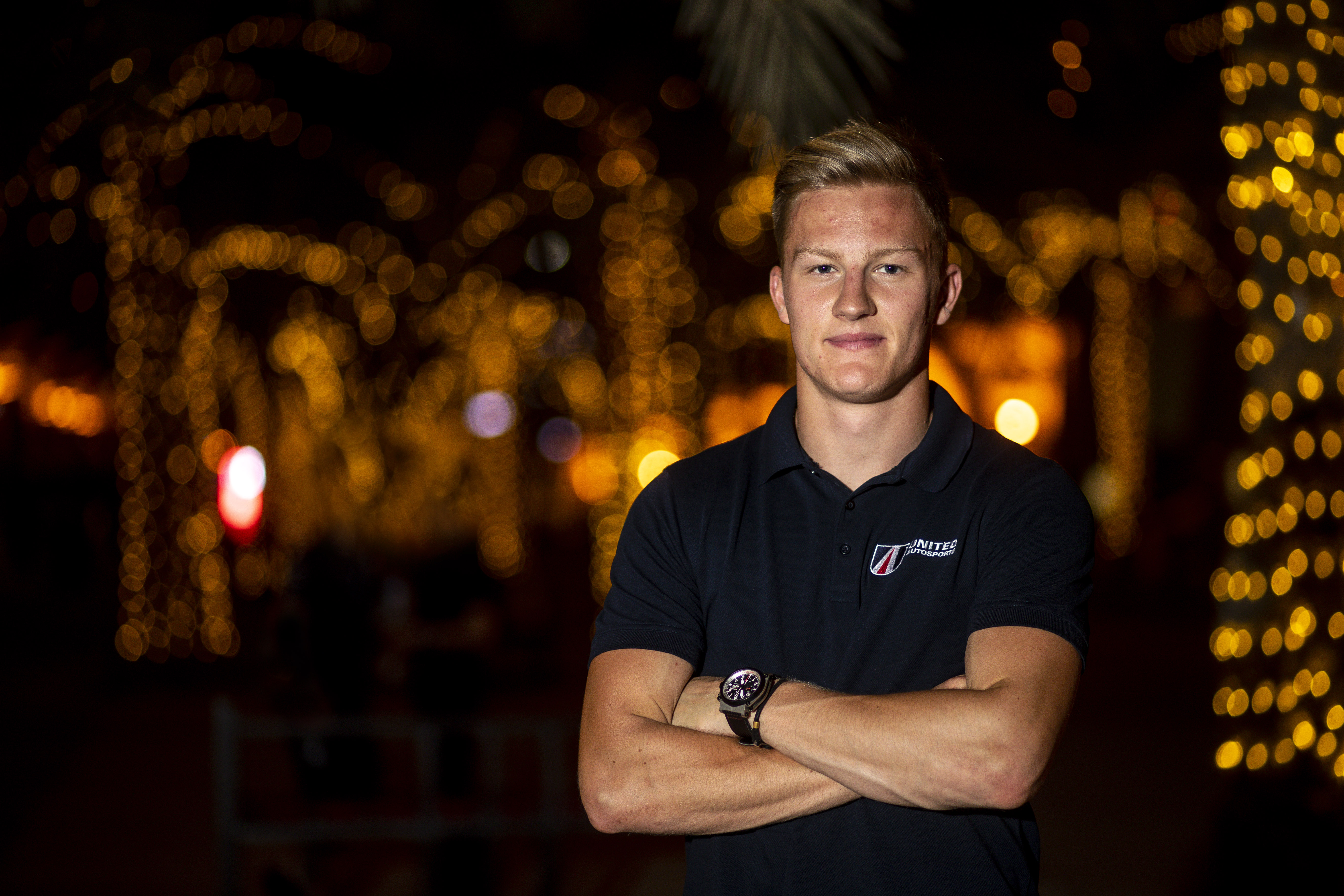
Fabio Scherer 2021

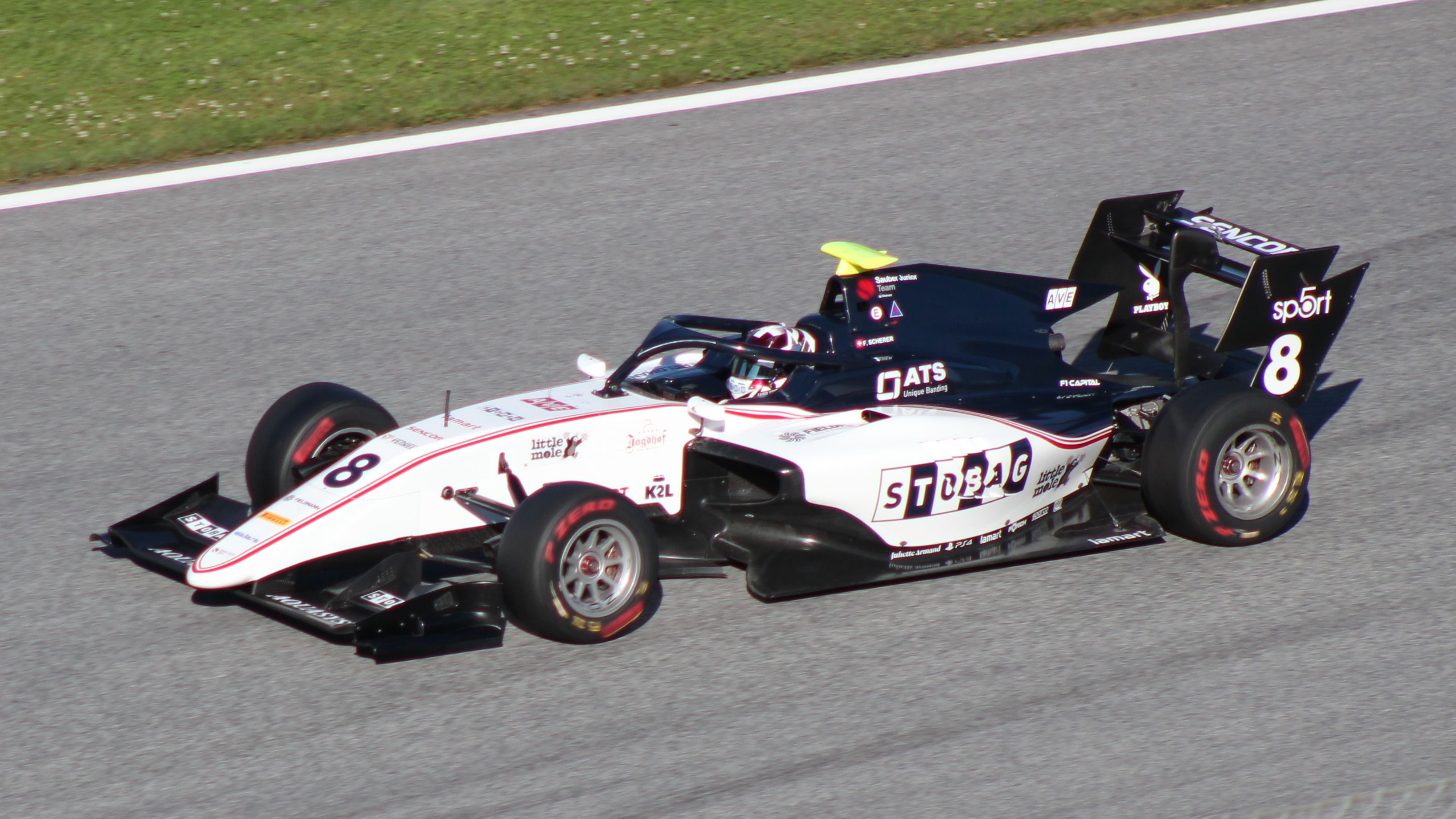
Fabio Scherer beim Formel-3-Rennen auf dem Red Bull Ring 2019

Fabio Luca Scherer (* 13. Juni 1999 in Engelberg) ist ein Schweizer Autorennfahrer.

## Karriere als Rennfahrer
Fabio Scherer war schon als Teenager im Kartsport erfolgreich. Im Alter von 15 Jahren gewann er 2014 die Schweizer LO-Kart-Meisterschaft. 2016 wechselte er in den Monopostosport und startete für Jenzer Motorsport in der deutschen Formel-4-Meisterschaft. Nach einem Rennsieg und 26 Wertungspunkten beendete er die Saison an der 17. Stelle. Parallel zur deutschen ging er in der italienischen an den Start, die er als 29. der Jahreswertung beendete. Vor dem Umstieg in die Formel 3 hatte er 2017 seine beste Formel-4-Saison, als er Fünfter in der deutschen Meisterschaft (Meister Jüri Vips) wurde.
Nach zwei Jahren in der FIA-Formel-3-Meisterschaft wechselte Fabio Scherer in die DTM und startete 2020 auf einem Audi RS5 Turbo DTM für WRT Team Audi Sport. Das Rennjahr beendete er mit 20 Punkten an der 16. Stelle der Endwertung. 
Vor der Saison 2021 unterschrieb er einen Vertrag bei United Autosports und fuhr einen derer Oreca 07 in der FIA-Langstrecken-Weltmeisterschaft. Er fuhr ebenfalls für Fach Auto Tech im Porsche Supercup und erzielte sein bestes Ergebnis mit einem elften Platz beim Rennen auf dem Red Bull Ring.
Zu Beginn der Saison 2022 ersetzte Scherer den erkrankten Alex Brundle in der WEC, bevor er in die European Le Mans Series wechselte, um dort für Inter Europol Competition an den Start zu gehen.

## Statistik

### Le-Mans-Ergebnisse
| Jahr | Team                      | Fahrzeug | Teamkollege              | Teamkollege        | Platzierung            | Ausfallgrund |
| ---- | ------------------------- | -------- | ------------------------ | ------------------ | ---------------------- | ------------ |
| 2021 | United Autosports USA     | Oreca 07 | Philip Hanson            | Filipe Albuquerque | Rang 40                |              |
| 2022 | Inter Europol Competition | Oreca 07 | David Heinemeier Hansson | Pietro Fittipaldi  | Rang 18                |              |
| 2023 | Inter Europol Competition | Oreca 07 | Albert Costa             | Jakub Śmiechowski  | Rang 9 und Klassensieg |              |
| 2024 | Nielsen Racing            | Oreca 07 | David Heinemeier Hansson | Kyffin Simpson     | Rang 25                |              |

### Sebring-Ergebnisse
| Jahr | Team              | Fahrzeug | Teamkollege      | Teamkollege     | Platzierung | Ausfallgrund |
| ---- | ----------------- | -------- | ---------------- | --------------- | ----------- | ------------ |
| 2022 | High Class Racing | Oreca 07 | Anders Fjordbach | Dennis Andersen | Rang 12     |              |

### Einzelergebnisse in der FIA-Langstrecken-Weltmeisterschaft
| Saison | Team                      | Rennwagen | 1   | 2   | 3   | 4   | 5   | 6   | 7   | 8   |
| ------ | ------------------------- | --------- | --- | --- | --- | --- | --- | --- | --- | --- |
| 2021   | United Autosports         | Oreca 07  | SPA | POR | MON | LEM | BAH | BAH |     |     |
| 2021   | United Autosports         | Oreca 07  | 4   | 6   | 3   | 40  | 7   | 7   |     |     |
| 2022   | Inter Europol             | Oreca 07  | SEB | SPA | LEM | MON | FUJ | BAH |     |     |
| 2022   | Inter Europol             | Oreca 07  | 31  |     | 18  |     |     |     |     |     |
| 2023   | Inter Europol Competition | Oreca 07  | SEB | POR | SPA | LEM | MON | FUJ | BAH |     |
| 2023   | Inter Europol Competition | Oreca 07  | 10  | 19  | 9   | 9   | 15  | 19  | 17  |     |
| 2024   | Nielsen Racing            | Oreca 07  | KAT | IMO | SPA | LEM | SAO | AUS | FUJ | BAH |
| 2024   | Nielsen Racing            | Oreca 07  | 25  |     |     |     |     |     |     |     |

### Statistik in der DTM
Diese Statistik umfasst alle Teilnahmen des Fahrers an der DTM.

#### Gesamtübersicht
Stand: Saisonende 2020
| Saison | Team          | Hersteller | Fahrzeug      | Rennen | Siege | Zweiter | Dritter | Poles | schn. Rennrunden | Punkte | Pos. |
| ------ | ------------- | ---------- | ------------- | ------ | ----- | ------- | ------- | ----- | ---------------- | ------ | ---- |
| 2020   | W Racing Team | Audi       | Audi RS 5 DTM | 18     | –     | –       | –       | –     | –                | 20     | 16.  |

#### Einzelergebnisse
| Saison | 1   | 2   | 3   | 4   | 5   | 6   | 7   | 8   | 9   | 10  | 11  | 12  | 13  | 14  | 15  | 16  | 17  | 18  |
| ------ | --- | --- | --- | --- | --- | --- | --- | --- | --- | --- | --- | --- | --- | --- | --- | --- | --- | --- |
| 2020   | SPA | SPA | LA1 | LA1 | LA2 | LA2 | ASS | ASS | NÜ1 | NÜ1 | NÜ2 | NÜ2 | ZO1 | ZO1 | ZO2 | ZO2 | HOC | HOC |
| 2020   | 12  | 12  | 14  | 11  | 13  | 15  | 15  | DNF | 15  | 16  | DNF | 14  | 13  | 5   | 5   | DNF | 13  | 12  |

| \| Farbe \| Bedeutung \| \| ------------- \| --------------------------------------- \| \| Gold \| Sieger \| \| Silber \| 2. Platz \| \| Bronze \| 3. Platz \| \| Grün \| Platzierung in den Punkten \| \| Blau \| Klassifiziert außerhalb der Punkteränge \| \| Violett \| Rennen nicht beendet (DNF) \| \| Violett \| nicht klassifiziert (NC) \| \| Rot \| nicht qualifiziert (DNQ) \| \| Schwarz \| disqualifiziert (DSQ) \| \| Weiß \| nicht am Start (DNS) \| \| Weiß \| zurückgezogen (WD) \| \| Weiß \| Rennen abgesagt (C) \| \| ohne Farbe \| nicht am Training teilgenommen (DNP) \| \| ohne Farbe \| verletzt oder krank (INJ) \| \| ohne Farbe \| ausgeschlossen (EX) \| \| ohne Farbe \| nicht erschienen (DNA) \| \| fett \| Pole-Position \| \| kursiv \| Schnellste Rennrunde \| \| unterstrichen \| WM-Führung \| \| hochgestellt \| Platzierung im Sprintrennen \| | - Fett – Pole-Position - Kursiv – Schnellste Rennrunde - Unterstrichen – Gesamtführender - * – nicht im Ziel, aufgrund der zurückgelegten Distanz, aber gewertet - 1 – 3 Punkte für schnellste Qualifikationsrunde - 2 – 2 Punkte für zweitschnellste Qualifikationsrunde - 3 – 1 Punkt für drittschnellste Qualifikationsrunde |
| Farbe | Bedeutung |
| Gold | Sieger |
| Silber | 2. Platz |
| Bronze | 3. Platz |
| Grün | Platzierung in den Punkten |
| Blau | Klassifiziert außerhalb der Punkteränge |
| Violett | Rennen nicht beendet (DNF) |
| Violett | nicht klassifiziert (NC) |
| Rot | nicht qualifiziert (DNQ) |
| Schwarz | disqualifiziert (DSQ) |
| Weiß | nicht am Start (DNS) |
| Weiß | zurückgezogen (WD) |
| Weiß | Rennen abgesagt (C) |
| ohne Farbe | nicht am Training teilgenommen (DNP) |
| ohne Farbe | verletzt oder krank (INJ) |
| ohne Farbe | ausgeschlossen (EX) |
| ohne Farbe | nicht erschienen (DNA) |
| fett | Pole-Position |
| kursiv | Schnellste Rennrunde |
| unterstrichen | WM-Führung |
| hochgestellt | Platzierung im Sprintrennen |